# Elisabeth Palm
Elisabeth Palm, née à Constantinople le 27 juillet 1756 et morte à Västmanland le 27 juin 1786, est une peintre et graveuse suédoise.

## Biographie
Elisabeth Palm est la fille de Cornelius Asmund Palm et de la noble néerlandaise Eva van Bruyn. Elisabeth est élève auprès du graveur suédois Jacob Gillberg en 1770. Elle avait a le négociant Johan Schön (sv).
Palm meurt de la tuberculose en 1786, à l'âge de 29 ans.

## Œuvre

Œuvres d'Elisabeth Palm
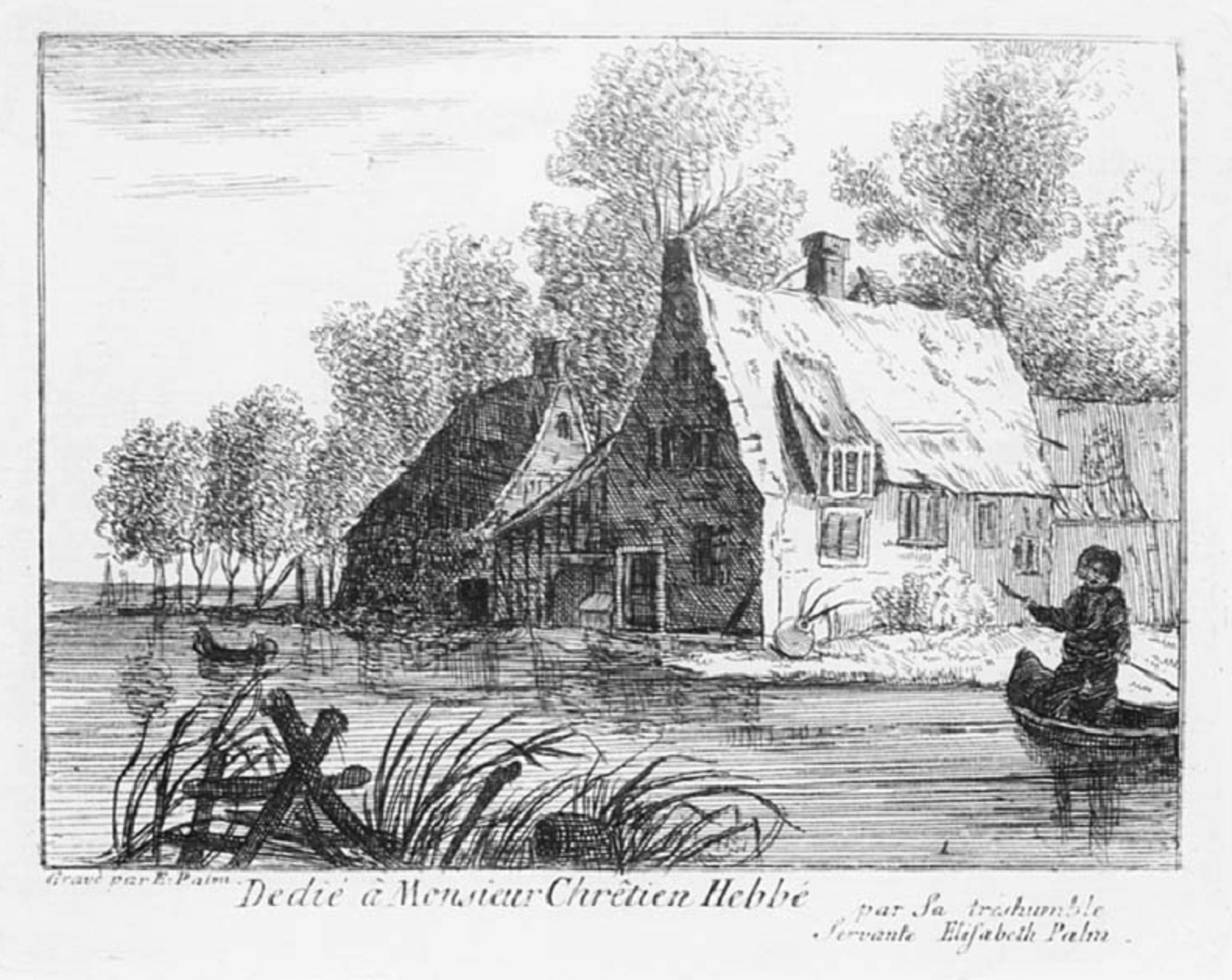
Les cabanes sur la plage. Stockholm, Nationalmuseum.
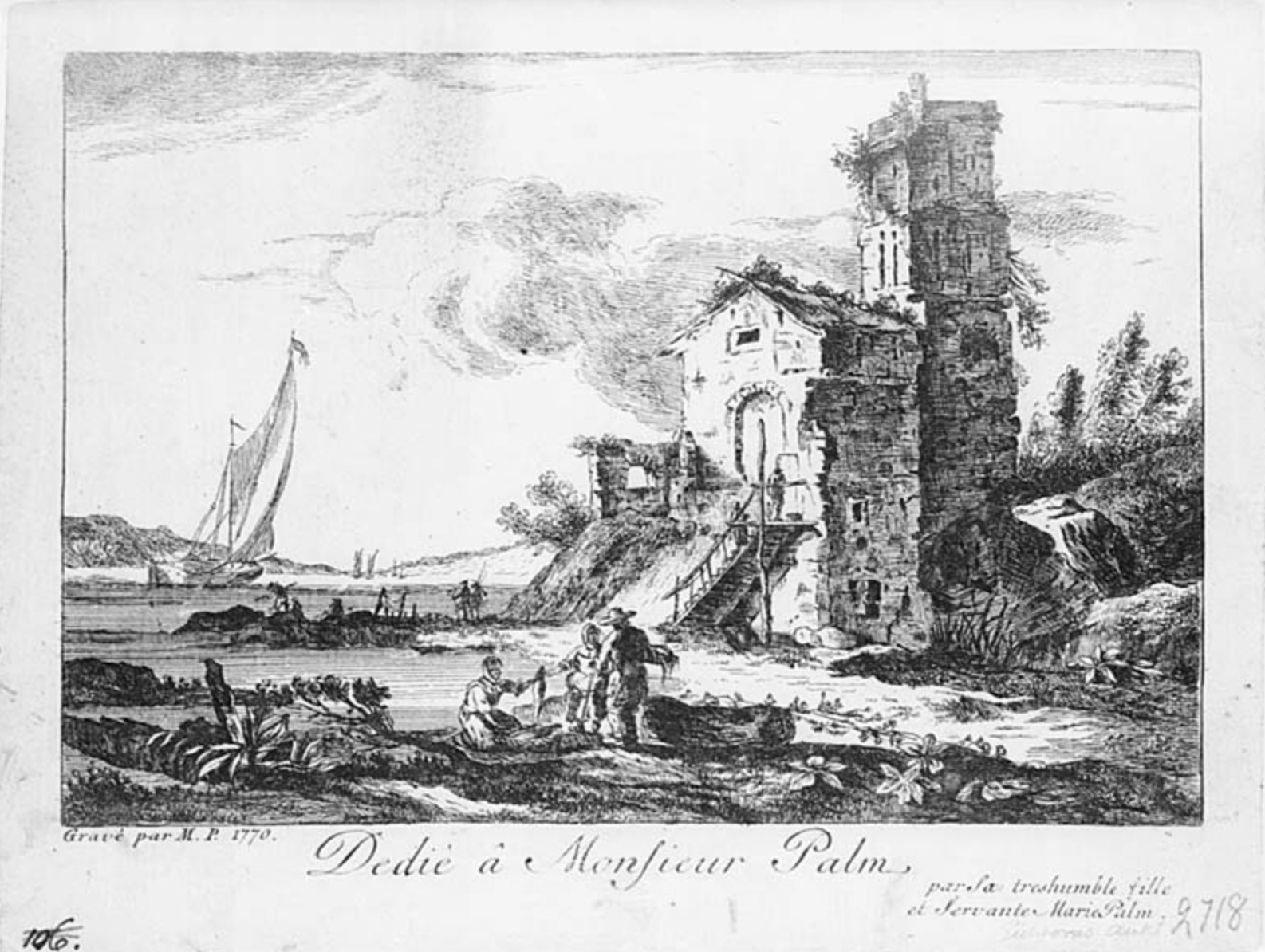
Paysage fluvial avec ruine. Stockholm, Nationalmuseum.

## Musées
- Nationalmuseum (Suède).